# Condatis
En la mitologia celta, Condatis («on es troben les aigües») era una deïtat adorada principalment al nord de la Britànnia, però també a la Gàl·lia. Estava associat a les confluències dels rius, en particular al riu Wear, que flueix principalment dins del comtat de Durham. Condatis és conegut per diverses inscripcions a Britànnia i una sola inscripció trobada a Alonnes, Sarthe, (França). En cada cas, s'assembla al déu romà Mart.
El 1886, es va descobrir un altar romà prop de Chester-le-Street, on el Cong Burn s'uneix al riu Wear. L'altar estava enterrat a 1,80 m de profunditat en un sòl de caràcter al·luvial. La inscripció DEO marti CONDATI estava formada per una sèrie de puncions. L'altar probablement pertanyia al final del segle ii o al començament del segle iii. S'ha trobat un altar fragmentari amb la inscripció MARTI CONDATI a Bowes, a prop del castell de Barnard (al comtat de Durham), i un altre a Piercebridge, lloc d'un fort romà, també al comtat de Durham. Recentment s'ha descobert una nova inscripció amb el nom de Condatis a Cramond, a la regió d'escocesa de Lothian (AE 1978, 451; dedicada a d(eo) M(arti) Con(dati)).
En època romana es va assimilar amb el déu Mart, probablement en la seva funció curativa. L'associació amb la confluència de les aigües tendiria a vincular aquesta deïtat amb el culte cèltic predominant de les aigües termals més que únicament amb la guerra. Una vegada més, això pot reflectir els orígens de Condatis com a protector de la confluència de les aigües, amb un aspecte marcial només predominant en el món romà.
El nom Condatis es deriva de «condate» (Déu de la confluència). Els noms amb la paraula condate es troben en topònims com Condé-sur-Iton i Condat (Cantal) a França, així com l'antic nom de Northwich al comptat de Cheshire. Condate també era el nom cèltic de Rennes, la ciutat dels rèdons i actualment la capital de Bretanya.